# Isabel Atkin
Pour les articles homonymes, voir Atkin.
Isabel « Izzy » Atkin, née le 21 juin 1998 à Boston, aux États-Unis, est une skieuse acrobatique britannique. 

## Carrière
Sa sœur Zoe est aussi skieuse acrobatique de niveau mondial.
Elle commence sa carrière dans les compétitions de la FIS en 2013, y compris la Coupe du monde, où elle atteint sa première finale en 2015 à Park City (8e). 
En 2017, elle remporte la médaille de bronze en slopestyle lors des championnats du monde, puis remporte sa première manche de Coupe du monde à Silvaplana. En 2018, elle remporte la médaille d'argent en slopestyle, lors des X Games d'hiver. Elle fait partie de l'équipe olympique britannique pour les jeux olympiques d'hiver de 2018 et remporte une médaille de bronze en slopestyle. Elle est ainsi devenue la première athlète de son pays à remporter une médaille olympique sur une discipline du ski et à monter sur le podium de toutes les compétitions majeures du ski acrobatique.
Aux Championnats du monde 2019, elle remporte la médaille de bronze, cette fois dans l'épreuve du big air.
En 2021, aux Winter X Games à Aspen, elle remporte la médaille d'argent du slopestyle derrière Gu Ailing, mais chute dans sa dernière manche et se fait une commotion cérébrale.

## Palmarès
| Épreuve / Édition   | Slopestyle |
| JO 2018 Pyeongchang | Bronze     |

### Championnats du monde
| Épreuve / Édition           | Slopestyle | Big Air |
| Mondiaux 2017 Sierra Nevada | Bronze     |         |
| Mondiaux 2019 Canyons       |            | Bronze  |
| Mondiaux 2021 Aspen         | 14e        | 14e     |

### Winter X Games
- Médaille d'argent en slopestyle en 2018 à Aspen.
- Médaille d'argent en slopestyle en 2021 à Aspen.

### Coupe du monde
- Meilleur classement en slopestyle : 4e en 2017.
- 5 podiums (4 en slopestyle et 1 en big air), dont 1 victoire.